# Čertova zahrádka
Čertova zahrádka (německy Teufelsgarten, Teufelsgärtchen) je botanická lokalita v Krkonoších.

## Popis
Jedná se o skalnatou rokli na východním svahu Studniční hory a představuje jednu z nejcennějších krkonošských botanických lokalit. Dolní část končí na dně Obřího dolu. Skály jsou zde složeny především z porfyritu. Je to jediné místo v Krkonoších, kde roste koniklec jarní a kopyšník tmavý. Dále zde roste např. lilie zlatohlávek, náprstník velkokvětý či jinořadec kadeřavý (kriticky ohrožená kapradina). 